# Actinostrobus acuminatus
Actinostrobus acuminatus là một loài thực vật hạt trần trong họ Cupressaceae. Loài này được Parl. mô tả khoa học đầu tiên năm 1862.